# Heliporto de Andorra-a-Velha
O heliporto de Andorra-a-Velha (em catalão:  Heliport d'Andorra la Vella) é um heliporto localizado na cidade de Andorra-a-Velha perto de Les Escaldes, é o principal meio de transporte aéreo em Andorra.
Existem mais 2 heliportos em Andorra, o de La Massana e em Arinsal. Não há voos regulares de passageiros para o heliporto, mas é possível reservar voos por preços fixos.
Como Andorra não possui aeroportos, as ligações aéreas para Andorra são estabelecidas através do heliporto de Andorra-a-Velha, e dos outros heliportos em Andorra, que ligam Andorra-a-Velha até aos aeroportos mais próximos, em La Seu d'Urgell, Espanha (12 km) e em Perpinhã, França (156 km).